# Starosoldatske, Baștanka
Starosoldatske (în ucraineană Старосолдатське) este un sat în comuna Novoivanivka din raionul Baștanka, regiunea Mîkolaiiv, Ucraina.

## Demografie
Componența lingvistică a localității Starosoldatske
     Ucraineană (88,89%)
     Rusă (7,69%)
     Belarusă (1,71%)
     Alte limbi (0,85%)
Conform recensământului din 2001, majoritatea populației localității Starosoldatske era vorbitoare de ucraineană (88,89%), existând în minoritate și vorbitori de rusă (7,69%) și belarusă (1,71%).